# Trisetaria scabriuscula
Trisetaria scabriuscula là một loài thực vật có hoa trong họ Hòa thảo. Loài này được (Lag.) Paunero miêu tả khoa học đầu tiên năm 1950.